# 約西皮夫卡 (弗拉季伊夫卡區)
47°45′47″N 30°38′36″E / 47.76306°N 30.64333°E
約西皮夫卡（羅馬化：Yosypivka），是烏克蘭的村落，位於該國南部尼古拉耶夫州，由弗拉季伊夫卡區負責管轄，始建於1795年，面積1.3平方公里，海拔高度144米，2001年人口186，人口密度每平方公里143.1人。